# Montserrat Galí Boadella
Montserrat Galí Boadella (1947-Puebla, 30 de agosto de 2023) fue una historiadora de arte mexicana. Cursó sus estudios de filosofía, letras e historia del arte en las universidades de Barcelona, Zagreb y México (UNAM) en donde obtuvo su doctorado. Ha enfocado su trabajo en indagar la relación del arte con la sociedad. Además ha ejercido como directora de centros culturales como Museo El Chopo (UNAM). 

## Biografía
Nació en la Ciudad de México y es hija de exiliados catalanes, quienes llegaron al país debido a la Guerra Civil Española. Regresó a Europa a cursar estudios universitarios, pero con la intención de retornar a México. Desde que tenía dieciséis años comenzó a dar clases de música en escuelas, fue alumna del Conservatorio de Música del Liceo de Barcelona, donde estudió guitarra. No obstante, ahora se dedica a la flauta –la flauta barroca.
En su tesis de licenciatura, en la Universidad de Barcelona, Montserrat decidió elegir un tema que se relaciona con México, ya que su intención era regresar a vivir al país. Así, optó por estudiar las obras de Pedro García Ferrer en la Catedral de Puebla. Continuó su formación musical en Alemania; estos estudios le permitirían, más tarde, dar clases en el Colegio Alemán, en Bolivia.
En 1972 llegó a Croacia en donde cursó la maestría en Comunicación Visual. Al concluir sus estudios de maestría y después de dos años de vivir en Bolivia, en espera de los trámites para que su esposo cursara el posgrado en México, la investigadora regresó a su país natal. Más tarde, cursó un doctorado en la UNAM, donde desarrolló el tema de la llegada del romanticismo a México. En 1994 comienza a vivir en Puebla, en donde desarrolló sus investigaciones posteriores. Ha sido profesora en la Universidad Iberoamericana, UNAM, en la Escuela Nacional de Antropología e Historia y en el Instituto de Ciencias Sociales y Humanidades "Alfonso Vélez Pliego" perteneciente a la Benemérita Universidad Autónoma de Puebla.

## Trayectoria
Fue responsable del departamento de Publicaciones y Difusión Cultural en la Escuela Nacional de Antropología e Historia. En 1981 fundó el “Premio de Fotografía Antropológica”. Posteriormente entre 1989 y 1994 fue directora del Museo Universitario del Chopo (UNAM). Cuando finalizó su trabajo en el museo decidió ir a vivir a la ciudad de Puebla. Así en octubre de 1994 ingresó a la BUAP, en el área de posgrado de Historia. Fue la coordinadora del Posgrado en Historia del Arte de la UNAM con sede en Puebla, en donde organizó periódicamente los coloquios sobre arte en Puebla. Desde 1997, participó en la creación y desarrollo del Proyecto de investigación México Francia: memoria de una sensibilidad común, Siglos XIX-XX, donde impartió conferencias, organizó seminarios, participó en Coloquios y publicaciones. Formó parte del Seminario Nacional MUSICAT (Música de las catedrales), siendo coordinadora de la sede regional Puebla.
Además de ser investigadora del Instituto de Ciencias Sociales y Humanidades de la Universidad Autónoma de Puebla, era miembro del Sistema Nacional de Investigadores (III). Fue Socia de Honor de la Asociación Cultural Mexicano Catalana MEXCAT.

## Publicaciones destacadas[8]
- Artistas catalanes en México: siglos XIX y XX. [Barcelona]: Generalitat de Cataluña, Comisión América y Cataluña 1992.
- Historias del bello sexo: la introducción del romanticismo en México. México: Universidad Nacional Autónoma de México, Instituto de Investigaciones Estéticas, 2002.
- Arte y cultura del barroco en Puebla. [Puebla, México]: Instituto de Ciencias Sociales, BUAP, 2000.

- La pluma y el báculo: Juan de Palafox y el mundo hispano del seiscientos. Puebla, Pue.: Universidad Autónoma de Puebla, Instituto de Ciencias Sociales y Humanidades, 2004[9]
- Estampa popular: cultura popular. Puebla, Puebla [México]: Instituto de Ciencias Sociales y Humanidades "Alfonso Vélez Pliego", Benemérita Universidad Autónoma de Puebla, 2007.